# Corpus Vasorum Antiquorum
Il Corpus Vasorum Antiquorum (abbreviato CVA) è un progetto internazionale di ricerca per la documentazione delle ceramiche dell'era classica.

## Storia
Il CVA è il primo e il più antico progetto di ricerca della Union académique internationale di Francia. Il primo incontro del progetto fu organizzato da Edmond Pottier, a Parigi nel 1919. La decisione finale fu di pubblicare un catalogo completo a proposito dei vasi degli antichi Greci. Egli fu anche il pubblicatore del primo fascicolo per il Louvre nel 1922. A quel tempo sei paesi partecipavano al progetto. Ora il progetto copre un compendio di più di 100.000 vasi che si trovano nelle collezioni dei 26 paesi partecipanti. Al giorno d'oggi solo le collezioni pubbliche presenti nei musei sono aggiunte al catalogo.

## Organizzazione
Ogni nazione partecipante è responsabile nel proprio ambito, mentre la Union académique internationale di Bruxelles ha il patrocinio dell'intero progetto, guidato, per tradizione, da uno scienziato francese. La carica attuale è ricoperta da Juliette de La Genière.
| Paese    | Capo corrente        | Organizzazione                                                 | Fin dal |
| -------- | -------------------- | -------------------------------------------------------------- | ------- |
| Austria  | Claudia Lang-Auinger | Accademia austriaca delle scienze                              | 1935    |
| Germania | Paul Zanker          | Accademia bavarese delle scienze                               | 1921    |
| Svizzera | Hans Peter Isler     | Schweizerischen Akademie der Geistes- und Sozialwissenschaften |         |

## Progetto di ricerca e documentazione
La CVA pubblica ceramiche Greche e Italiane del periodo classico fra il settimo millennio a. C. e la Tarda Antichità (terzo-quinto secolo d. C.). Le pubblicazioni sono divise in fascicoli catalogate per nazione e museo. Alla fine del 2007 furono pubblicati un totale di 350 volumi costituiti da 40.000 fascicoli. Una delle maggiori quantità di pubblicazioni fu fatta in Germania: 84 volumi e 3 supplementi.
Dal 2004 tutte le descrizioni testuali e le immagini sono accessibili in modo gratuito attraverso un database basato su internet (CVA Online). I linguaggi in cui è permesso pubblicare sono inglese, francese, tedesco e italiano. {{Regole più approfondite a proposito della pubblicazione devono ancora essere definite. Questo spesso richiede un restauro degli oggetti attuali. Per esempio: i frammenti devono essere molto diversi dalle parti restaurate. Per i restauri più antichi spesso questo non è il caso.|Poco chiaro}}
La documentazione di un vaso è effettuata in varie fasi. Prima il vaso è descritto nelle sue condizioni generali, poi si esaminano le immagini. Se possibile si stabiliscono un artista o un'officina. Parti integranti della documentazione sono fotografie e disegni a mano a seconda della condizione del vaso e del budget del progetto. La commissione austriaca usò per la prima volta nel CVA uno scanner 3D per documentare i motivi del vaso. È stato sovvenzionato un progetto successivo che usa Acquisizione 3D.  L'ultimo passo della documentazione è una classificazione cronologica.